# ريتشارد إنجلش
ريتشارد إنجلش (بالإنجليزية: Richard English)‏ هو مؤرخ بريطاني، ولد في 1963.